# 埃斯特韦根
埃斯特韦根是德国下萨克森州的一个市镇。总面积49.58平方公里，总人口5259人，其中男性2693人，女性2566人（2011年12月31日），人口密度106人/平方公里。